# 1971 en Iran
Chronologie de l'Iran
- 1967
- 1968
- 1969
- 1970
- 1971
- 1972
- 1973
- 1974
- 1975

Cette page présente les faits marquants de l'année 1971 en Iran.

## Culture

### Sortie de film
Sauf indication contraire, les informations mentionnées dans cette section peuvent être confirmées par les bases de données cinématographiques IMDb et SourehCinema (fa),  présentes dans la section « Liens externes ».
- Le Cocher, réalisé par Nosrat Karimi.
- Dash Akol, réalisé par Massoud Kimiai.

## Naissances
- 17 février : Arash Hejazi, auteur et traducteur.
- 19 mars : Yahya Golmohammadi, entraîneur.
- 14 avril : Amir-Hossein Ghazizadeh Hashemi, homme politique.
- 19 juin : Behnam Seraj, footballeur.
- 30 juin : Reza Shafiei Jam, acteur.
- 10 novembre : Niki Karimi, actrice.
- 22 décembre : Rambod Javan, acteur.

## Décès
- 26 juin : Ahmad Matin-Daftari, homme politique.
- 4 juillet : Mohammad Moin, linguiste.